# Robert Foster Bennett
Robert Foster Bennett, znany jako Bob Bennett (ur. 18 września 1933 w Salt Lake City, zm. 4 maja 2016 w Arlington) – amerykański polityk, senator ze stanu Utah (wybrany w 1992 i ponownie w 1998 i 2004), członek Partii Republikańskiej. Poprzednikiem Roberta był Edwin Jacob Garn.
Jego ojciec, Wallace Foster Bennett, był również przedstawicielem stanu Utah w Senacie Stanów Zjednoczonych.